# The Ultimate Collection (альбом Emerson, Lake & Palmer)
The Ultimate Collection — збірка англійської групи Emerson, Lake & Palmer, яка була випущена у 2004 році.

## Композиції
1. Fanfare for the Common Man - 9:40
2. Still...You Turn Me On - 3:43
3. Hoedown - 5:03
4. Black Moon - 6:53
5. Tarkus: Eruption/Stones of Years/Iconoclast/Mass/Manticore/The Battlefield/Aquatarkus - 20:35
6. Jerusalem - 2:41
7. Tiger in a Spotlight - 4:31
8. Better Days - 5:32
9. I Believe in Father Christmas - 3:15
10. From the Beginning - 4:11
11. Knife-Edge - 5:03
12. Karn Evil 9: 1st Impression, Pt. 1 - 4:47
13. Karn Evil 9: 1st Impression, Pt. 2 - 4:48
14. Nutrocker - 4:00
15. Peter Gunn Theme - 3:33
16. All I Want Is You - 2:31
17. Brain Salad Surgery - 3:05
18. Take a Pebble - 12:26
19. C'est la Vie - 4:14
20. Lucky Man - 4:35
21. Affairs of the Heart - 3:43
22. Canario - 3:56
23. Pirates - 13:17
24. The Great Gates of Kiev - 6:27

## Учасники запису
- Кіт Емерсон — орган, синтезатор, фортепіано, челеста, клавішні, орган Гаммонда, синтезатор Муґа
- Ґреґ Лейк — акустична гітара, бас-гітара, електрогітара, вокал
- Карл Палмер — перкусія, ударні